# Charles Venneman
Pour les articles homonymes, voir Venneman.
Charles Venneman, né à Gand, le 7 janvier 1802 et mort à Saint-Josse-ten-Noode le 22 août 1875, est un peintre belge connu pour ses scènes de genre, ses portraits et ses paysages avec des animaux.
Au Salon de Bruxelles de 1845, il obtient une médaille de vermeil. Ses œuvres sont conservées au Musée royal des Beaux-Arts d'Anvers, à la Neue Pinakothek de Munich, au Musée des beaux-arts de Montréal et au Musée d'Art d'Indianapolis.

## Biographie

### Famille
Charles (Charles Ferdinand) Venneman, né à Gand le 7 janvier 1802, est le fils de Jean François Venneman (1756-1831), ébéniste, et de sa seconde épouse Thérèse Jeanne Dantijn (Dentyn), mariés à Gand 10 mai 1792. 
Le 7 janvier 1824, Charles Venneman épouse en premières noces à Gand Marie Josèphe Livain (1801-1830), couturière, native de Namur, dont il a trois enfants, dont deux fils artistes peintres : Camille Venneman (1827-1868) et Adolphe Venneman. Devenu veuf en 1830, Charles Venneman se remarie, à Gand le 28 novembre 1838, avec Agnès Spae (1813), native de Gand, dont il a neuf enfants, parmi lesquels : Rosa Venneman (1842), artiste peintre et également élève de son père,.

### Formation
À partir de 1817, Charles Venneman est étudiant à l'Académie royale des beaux-arts de Gand, où il est l'élève de Joseph De Cauwer. Il remporte plusieurs prix aux concours organisés par l'institution. Pour la première fois, Charles Venneman expose au Salon de Gand de 1820, une Grande tête d'étude d'après Rubens (dessin). De 1821 à 1836, il travaille comme peintre décorateur à Gand. En 1836, désireux de se consacrer à l'art proprement dit, il réussit à recevoir une rente de 1200 francs, versée par le chevalier Soenen qui lui permet de suivre les cours dispensés dans l'atelier de Ferdinand de Braekeleer à Anvers, où il s'établit,.

### Carrière
Après sa formation à Anvers, il se fait connaître grâce à ses petits tableaux de genre, inspirés du style d'Adriaen van Ostade, maître hollandais du XVIIe siècle, qui connaissent un grand succès. Charles Venneman expose lors de près de trente salons triennaux belges et au Salon de Paris de 1844.
Lorsqu'il présente Le concert burlesque au Salon de Bruxelles de 1845, Charles Venneman obtient une médaille de vermeil.
À Anvers, il forme comme élèves, en 1846, Pauline Thomassen et Jules Weyde. Au Salon de Gand de 1850, sa Scène d'intérieur, le jeu de carte, est acquise par la ville de Gand en 1850 pour 900 francs. Connu en Europe, il est membre du Künstlerverein de Cologne et de la Société des Beaux-Arts de Bruxelles. Il organise chez lui des séances de mesmérisme.
Charles Venneman meurt subitement, à l'âge de 73 ans, à son domicile rue Cornet de Grez no 12 à Saint-Josse-ten-Noode le 22 août 1875, où il résidait depuis quelques années.

## Œuvre

### Galerie

Kermesse flamande (1849), Musée royal des Beaux-Arts d'Anvers.
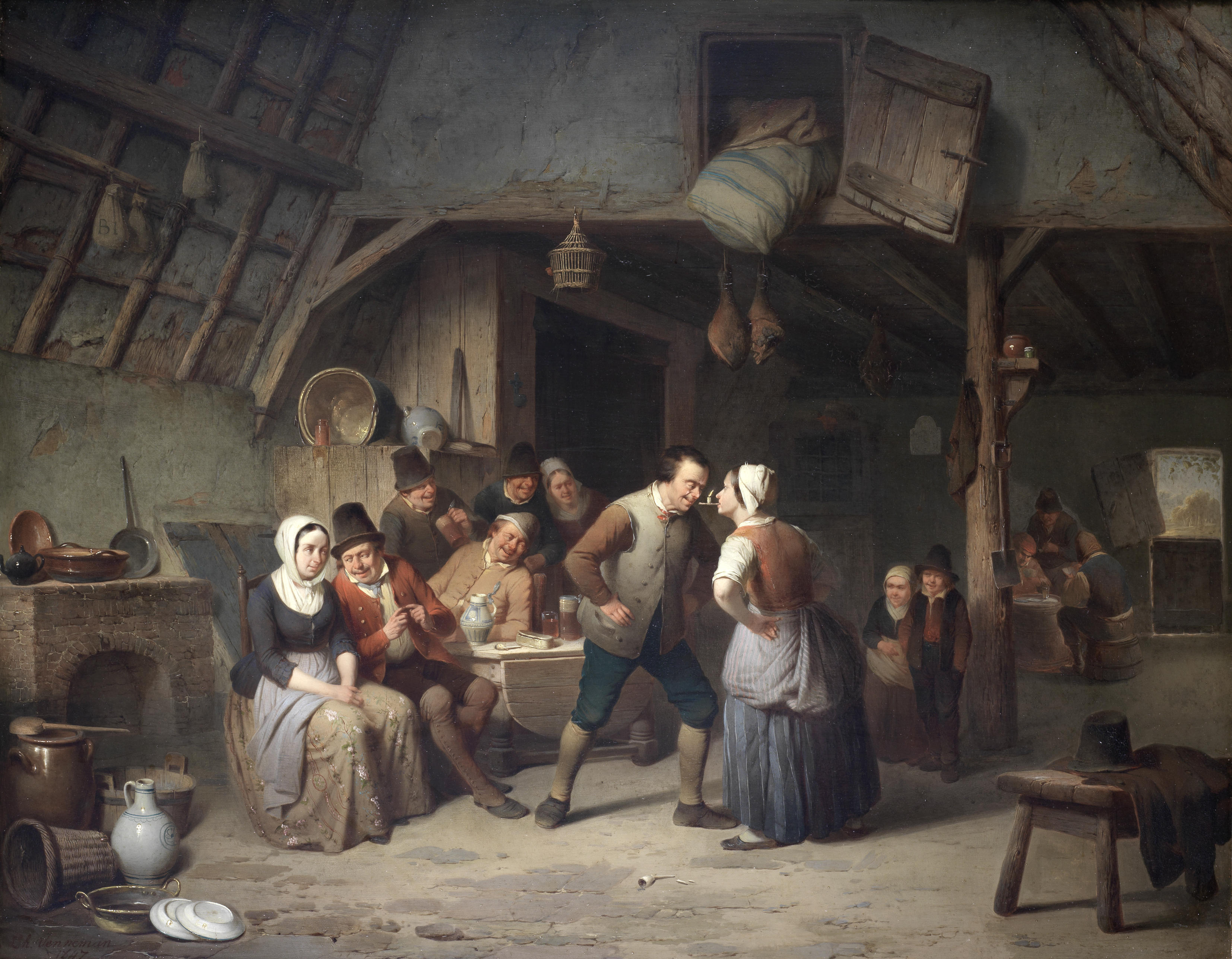
Passage de la bougie (1847).
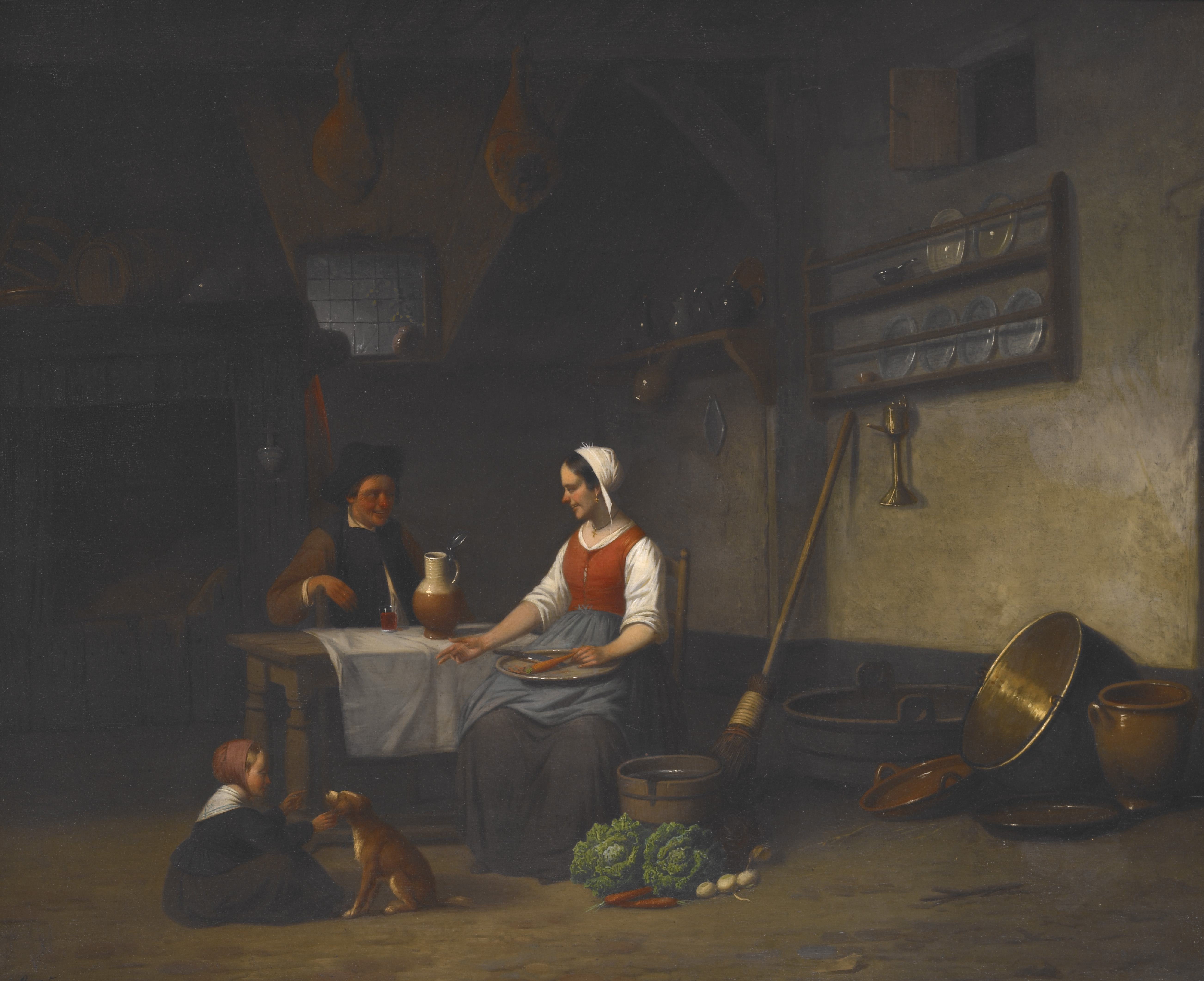
Scène d'intérieur, Musée d'Art d'Indianapolis.
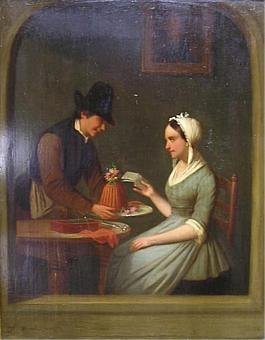
Scène d'intérieur.

### Caractéristiques
Son champ pictural couvre essentiellement les scènes de genre, les portraits et les paysages avec des animaux. Ses scènes de genre sont inspirées du style d'Adriaen van Ostade, maître hollandais du XVIIe siècle. À l'instar de nombreux artistes de son siècle, Charles Venneman utilise une peinture à base de poix, engendrant une mauvaise conservation des coloris, assombrissant leur patine et nuisant aujourd'hui à la faculté de les apprécier pleinement.
Au Salon de Bruxelles de 1845, le critique Victor Joly est élogieux au sujet des tableaux Un tour de cartes manqué et Le Concert burlesque : « La vie humaine a plusieurs faces qui, si elles ne se prêtent pas toutes à l'idéal, n'en sont pas moins dignes de l'attention de l'artiste. […] Les mœurs du peuple, placé plus près de la nature que les classes aisées, offriront toujours à l'artiste intelligent une mine inépuisable de tableaux piquants et vrais. […] Il y a dans les deux tableaux des qualités qui démontrent une intelligence rare et une aptitude remarquable pour reproduire les scènes populaires, et mettre en relief cette bonne vieille malice flamande si naïve, si gouailleuse et si froidement railleuse ».
Au Salon de Gand de 1850, sa Scène d'intérieur, le jeu de carte, est acquise par la ville de Gand en 1850 pour 900 francs. Le critique Sunaert décrit l'œuvre comme une composition présentant un couple dans un intérieur rustique, à une table, où se trouve un pot à bière. À côté du joueur se trouve un vieillard qui s'apprête à prendre une prise. Le décor comprend un chien couché au milieu entouré d' ustensiles de cuisine, d'un jambon sur une table, d'un fourneau….

### Expositions

#### Belgique

##### 1820 - 1849
- Salon de Gand (XI) de 1820 : Grande tête d'étude d'après Rubens (dessin)[4].
- Salon de Gand (XIV) de 1829 : Paysage avec figures et animaux et Portrait de M.[11].
- Salon de Gand (XVI) de 1835 : Marée basse avec figures[12].
- Salon d'Anvers de 1837 : Un marché de volailles et Intérieur avec figures[13].
- Salon de Gand (XVII) de 1838 : Intérieur avec figures[14].
- Salon d'Anvers de 1840 : Intérieur : un rat agacé par des paysans et Le Jeu de carte : intérieur[15].
- Salon de Gand (XVIII) de 1841 : Intérieur avec figures[16].
- Salon de Bruxelles de 1842 : Le Mari complaisant[17].
- Salon de Gand (XIX) de 1844 : Un concert burlesque[18].
- Salon de Bruxelles de 1845 : Le Tour de cartes manqué et Le Concert burlesque (médaille de vermeil pour la seconde œuvre)[8].
- Salon d'Anvers de 1846 : Fête de paysans[9].
- Salon de Gand (XX) de 1847 : Le Jeu du bout de chandelle[19].
- Salon de Bruxelles de 1848 : Un tour de cartes et La perruque du galant[20].

##### 1850 - 1875
- Salon de Gand (XXI) de 1850 : Fête flamande, Intérieur : jeu de cartes, Récréation flamande et Intérieur avec figures[21].
- Salon d'Anvers de 1852 : Le Bonheur du ménage[22].
- Salon de Gand (XXII) de 1853 : Le Bonheur du ménage[23].
- Salon d'Anvers de 1855 : Les Politiques, Les Paysans qui s'amusent et La Jardinière[24].
- Salon de Gand (XXIII) de 1856 : Paysans qui s'amusent et Le Musicien ambulant[25].
- Salon d'Anvers de 1858 : La Danse des chiens savants et Un intérieur flamand[26].
- Salon de Gand (XXIV) de 1859 : L'Amour à soixante-quinze ans et Un intérieur flamand[27].
- Salon d'Anvers de 1861 : Les Farceurs et Le Concert[28].
- Salon de Bruxelles de 1863 : Un cabaret flamand[29].
- Salon d'Anvers de 1864 : Les Campagnards spirites et Scène d'intérieur villageois[30].
- Salon de Gand (XXVI) de 1865 : L'Épargne[31].
- Salon d'Anvers de 1867 : L'Espion[32].
- Salon de Gand (XXVII) de 1868 : Un jeu de cartes[33].
- Salon d'Anvers de 1870 : Le Chien savant et Le Solfège à la campagne avec accompagnement de violon[34].
- Salon d'Anvers de 1873 : Le Charlatan dentiste[35].

#### France
- Salon de Paris de 1844 : Un concert rustique[7].

### Collections muséales
Des œuvres de Charles Venneman sont conservées au Musée royal des Beaux-Arts d'Anvers (Kermesse flamande, 1849), à la Neue Pinakothek de Munich (Intérieur flamand, 1847), au Musée des beaux-arts de Montréal et au Musée d'Art d'Indianapolis (Scène d'intérieur)..